# Francis Drew
Francis Drew (* 19. Januar 1910; † 24. Oktober 1968) war ein australischer Kugelstoßer.
Bei den British Empire Games 1938 in Sydney gewann er mit 13,80 m Bronze.